# 乔治·查尔斯·瓦利希
乔治·查尔斯·瓦利希（1815年11月16日—1899年3月31日）是一位英国医生和海洋生物学家，出生于英属印度的加尔各答，父亲为当时为不列颠东印度公司工作的丹麦博物学家纳塔尼尔·瓦利希，1898年获倫敦林奈學會颁发的林奈奖章。